# Supermanzana
A supermanzana (definida em português como superquadra, em inglês como superblock ou em catalão como superilla), é uma estratégia de planejamento urbano integrado para a melhoria da qualidade de vida sob a perspectiva do usuário.
Este modelo organiza a cidade de tal maneira que os pedestres é quem tem a prioridade real, seguido da bicicleta e do transporte público. Desta forma, a rua recupera outras funções, que não são apenas de servir aos deslocamentos. Esta hierarquia de fluxos também aparece na Política Nacional de Mobilidade Urbana (PNMU) brasileira, embora as ações realizadas neste sentido no país são diminutas.

## Superillesde Barcelona
Ao longo do processo de implementação do Plano Cerdá, diversas alterações foram introduzidas, impactando profundamente a configuração urbana inicialmente concebida. Entre as mudanças mais notáveis, destacam-se as variações nos gabaritos das edificações, o aumento das profundidades dos edifícios e a modificação da natureza dos espaços livres nas quadras. Essas transformações resultaram em uma urbanização caracterizada por uma densidade extremamente elevada, acompanhada de uma significativa redução na disponibilidade de espaços públicos. O que originalmente havia sido planejado como uma cidade funcional e equilibrada transformou-se em um ambiente urbano marcado pela insuficiência de áreas acessíveis para uso coletivo.
Além disso, o intenso e uniforme fluxo de veículos ao longo da malha viária do plano tem exercido uma influência direta sobre os altos níveis de poluição atmosférica observados na cidade contemporânea. A combinação da superlotação urbana com a predominância do tráfego veicular comprometeu não apenas a qualidade do ar, mas também a vivência nos espaços urbanos, evidenciando a necessidade urgente de repensar estratégias de organização e sustentabilidade.
Nesse contexto, uma das respostas encontradas para enfrentar os desafios da escassez de espaços públicos e da poluição foi a implementação das superilles. Essa solução inovadora, concebida como uma reinterpretação do conceito original das quadras de Cerdá, propõe a criação de áreas prioritariamente destinadas aos pedestres, limitando o tráfego de veículos motorizados e promovendo o uso compartilhado do espaço urbano. As superilles representam um esforço para reequilibrar as demandas por mobilidade e qualidade de vida, oferecendo uma alternativa que busca resgatar os ideais originais do plano enquanto responde às exigências da cidade contemporânea.
Segundo o responsável pelo planejamento teórico da proposta, Salvador Rueda Palenzuela, a implantação deste sistema pode resolver a maior parte dos problemas da cidade ligados à mobilidade e ao uso do espaço público.
Alguns pontos interessantes do projeto são:
• Transformação das ruas em áreas prioritárias para pedestres;
• Atividades de lazer e esporte;
• Implementação de mais arborização e mobiliários públicos;
• Diminuição dos estacionamentos;
• Os carros não estão totalmente proibidos de entrar naquela zona, mas circulam em velocidades baixíssimas, com limite de 10 km/h;

## Projeto Piloto:Superilla de PobleNou(2016)
O projeto piloto em PobleNou foi implantado nas nove quadras delimitadas pelas ruas Badajoz, Pallars, Llacuna e Tánger, que estão localizadas a duas quadras da Avenida Diagonal e da Praça das Glórias. Num primeiro momento foram aplicadas medidas básicas de mobilidade, com ações temporárias, reversíveis e de rápida execução, que segundo a prefeitura, permitiu visualizar os novos usos que poderiam ser alcançados.
Após esta primeira fase, foram realizados processos de avaliação e propostas com a comunidade para trabalharem conjuntamente nos ajustes necessários para melhorar o funcionamento e reforçar as potencialidades. Os processos consultivos das Superilles começaram no ano de 2015. “Re-imagina o teu pedacinho de Barcelona. Programa para re-pensar, re-fazer e re-generar a cidade” foi a campanha de divulgação da prefeitura de Barcelona. No entanto, segundo a população, este processo participativo foi muito diminuto.
Em Poblenou o projeto recebeu diversas críticas por parte dos moradores e comerciantes, que criaram a Plataforma dos “Afetados pela Superilla” (PASP9). Eles reivindicam o direito de decidir sobre o uso das ruas. A principal reclamação do grupo é que algumas ruas se tornaram exclusivas para pedestres e outras do entorno não. Outra queixa é dos comerciantes, principalmente donos de restaurantes, que acreditam que a redução do trânsito pode prejudicar seus negócios.
Diante das críticas, residentes se uniram para formar o coletivo "Superilla Poblenou", com o intuito de apoiar a intervenção. Carlos Peña, porta-voz desse coletivo, enfatizou também em uma entrevista para o Metropole Abierta que a superilla contribui para uma cidade mais acolhedora, com melhor qualidade do ar e mais sustentável.
A experiência em Poblenou serviu de projeto piloto para a replicação da superilla em outras áreas da cidade, como a Superilla de Sant Antoní (2019) e a atual de Example.